# برستون سميث (سياسي)
برستون سميث (بالإنجليزية: Preston Smith)‏ هو سياسي أمريكي، ولد في 8 مارس 1912 في مقاطعة ويليامسون في الولايات المتحدة، وتوفي في 18 أكتوبر 2003 في لوبوك في الولايات المتحدة. نشط حزبياً في الحزب الديمقراطي.

## مناصب
- انتخب حاكم ولاية تكساس (21 يناير 1969 – 16 يناير 1973).
- انتخب عضو مجلس نواب تكساس (1945 – 1951).
- انتخب عضو مجلس ولاية تكساس (1957 – 1963).
- انتخب نائب حاكم تكساس [الإنجليزية]‏ (15 يناير 1963 – 21 يناير 1969).

## وصلات خارجية
- برستون سميث على موقع إن إن دي بي (الإنجليزية)